# Еріон болівійський
Еріон болівійський (Eriocnemis glaucopoides) — вид серпокрильцеподібних птахів родини колібрієвих (Trochilidae). Мешкає в Болівії і Аргентині.

## Опис
Довжина птаха становить 9-13 см, вага 4-4,5 г. У самців верхня частмна тіла темно-зелена, блискуча, лоб блискучо-темно-синій. Нижня частина тіла переважно золотисто-зелена, нижня частина грудей мають синьо-зелений відтінок, гузка фіолетово-синя блискуча. Лапи покриті білим пуховим пір'ям. Хвіст роздвоєний, довжиною 35 мм, стернові пера синювато-чорний. У самиць синя пляма на лобі відсутня, горло, груди і живіт яскраво-охристі, пера на гузці мають блідо-охристі краї, хвіст менш роздвоєний.

## Поширення і екологія
Болівійські еріони мешкають на східних схилах Анд в Болівії і північно-західній Аргентині (на південь до Тукумана). Вони живуть на вологих гірських схилах, порослих травою і густими чагарниковими заростями та на узліссях вологих хмарних лісів, в Аргентині трапляються у більш сухих ландшафтах. Зустрічаються на висоті від 1500 до 3400 м над рівнем моря, переважно на висоті від 2000 до 2500 м над рівнем моря. Здійснюють висотні міграції. Живляться нектаром квітучих рослин.